# Emilio Álvarez
Emilio Wálter Álvarez Silva (Montevidéu, 10 de fevereiro de 1939 - 22 de abril de 2010) foi um futebolista uruguaio que atuava como defensor.

## Carreira
Emilio Álvarez fez parte do elenco da Seleção Uruguaia na Copa do Mundo de 1962 e 1966. 